# Jeremías (álbum)
Jeremías es el disco homónimo y la primera producción discográfica del cantante y compositor Jeremías. Incluye los temas "Poco a poco" y "La cita", usados en la telenovela Mi gorda bella, que resultaron como estupendas cartas de presentación para el joven compositor.

## Lista de canciones
| N.º | Título                     | Duración |  |
| 1.  | «Poco a poco»              |          |  |
| 2.  | «Desde el bar»             |          |  |
| 3.  | «Tú en mí»                 |          |  |
| 4.  | «Lo que yo quiero»         |          |  |
| 5.  | «Corazón sin freno»        |          |  |
| 6.  | «Dormida»                  |          |  |
| 7.  | «La cita»                  |          |  |
| 8.  | «Como quieres que te diga» |          |  |
| 9.  | «Porque me duele»          |          |  |
| 10. | «Arriba mamita»            |          |  |